# Högstena
För orten med detta namn i Enköpings kommun, se Högstena, Enköpings kommun
Högstena är kyrkbyn i Högstena socken i Falköpings kommun i Västergötland. Orten ligger nordost om Falköping väster om Plantaberget.
I orten ligger Högstena kyrka. 